# Bavar
Bavar je naseljeno mjesto u općini Jajce, Federacija Bosne i Hercegovine, BiH.

## Stanovništvo

### 1991.
Nacionalni sastav stanovništva 1991. godine, bio je sljedeći:
ukupno: 149 
- Muslimani - 88 (59,06%)
- Srbi - 61 (40,94%)

### 2013.
Na popisu stanovništva 2013. godine bilo je bez stanovnika.

## Vanjske poveznice
- Satelitska snimka[neaktivna poveznica]